# Asar Eppel
Asar Isayevich Eppel (Moscou, 11 de janeiro de 1935 — Moscou, 20 de fevereiro de 2012) foi um escritor e tradutor russo.